# La delicata preda
La delicata preda è una raccolta di racconti scritti dal 1939 al 1976, dello scrittore e compositore statunitense Paul Bowles.

Nel racconto che dà il titolo al libro: La delicata preda è la gazzella che si nasconde tra le rocce ai margini del deserto. 

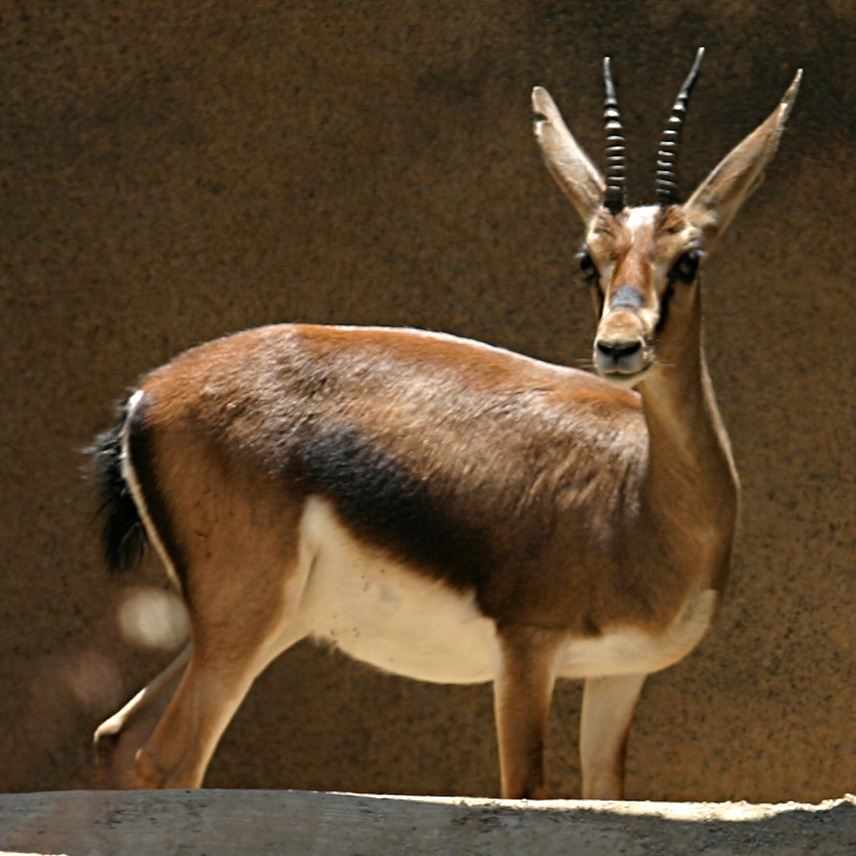
La delicata preda è la gazzella che si nasconde tra le rocce ai margini del deserto.

Ma è anche l'ingenuità degli esseri più evoluti, che li rende prede indifese della crudeltà primordiale, che alberga nei cuori primitivi.
(Bowles, p. 172)
Nella versione inglese i racconti sono diciassette, mentre in quella italiana ne sono stati aggiunti altri ventuno.

## Trama
Quasi ogni storia della raccolta inizia con una descrizione paesaggistica. Poi entrano i personaggi, con le loro sembianze e infine, dall'azione solamente, se ne deduce la natura. Che fino alla fine del racconto resta ambigua. Per chiarirsi con drammatica crudeltà nel momento in cui il destino si compie, spesso in modo brutale e senza ritorno. Questo impianto tragico non lascia possibilità di scampo a nessuno dei protagonisti delle storie di Bowles, che sono inchiodati al proprio ruolo, come pietre nel paesaggio. Lasciandoci pochi dubbi sulla considerazione che Bowles aveva delle popolazioni con cui ha condiviso il pane per tanti anni.
"Una predisposizione quasi gotica per la violenza". Come nel racconto che dà il nome alla raccolta: "La delicata preda" in cui un giovane commerciante che viaggia nel deserto con gli zii, viene evirato, sodomizzato e infine ucciso da un astuto predone. Che poi a sua volta sarà ammazzato a pugni e calci dai parenti del ragazzo. Oppure "Nel giardino" dove un innocente marito, avvelenato dalla moglie che pensa di fargli confessare dove ha nascosto il suo tesoro, sopravvive perdendo però la memoria. Dimentico degli amici, della società e di Allah finisce massacrato con le sue stesse zappe, da una folla inferocita, sobillata dall'Imam.
O in "Sotto il cielo", in cui un fumatore di marijuana, in un Paese non precisato dell'America Centrale, stupra in un cimitero una turista statunitense che ingenuamente gli aveva dato confidenza. "L'eco", una storia scritta superbamente, con un dialogo impareggiabile, in cui uno studente universitario, in vacanza a casa della madre, in Colombia, viene allontanato perché si frappone tra la madre e la sua amante lesbica. "Il quarto giorno di navigazione dopo Santa Cruz", in cui un giovane marinaio viene finalmente accettato dai suoi compagni, solo dopo aver deliberatamente inflitto una crudeltà peggiore di quelle esibite dagli altri. Anche quando, come in "Il tempo dell'amicizia" la vera natura del protagonista irrompe beffarda a distruggere il presepe, spazzando via le fantasie della signorina Windling, svizzera di mezza età, che si era illusa di poter fare da madre al piccolo berbero Slimane. (Bowles, p. 451)
In "Un episodio remoto", un professore di lingue arabe, è in visita alla città di Ain Tadouirt (un nome fittizio), per cercare una vecchia conoscenza e svolgere un po' di lavoro accademico, studiando i dialetti di un Paese esotico. Quando scopre che il suo amico è morto, il professore tenta goffamente di inserirsi nella vita della città. Chiede di comprare dei cammelli, viene portato nel deserto dove - con assoluto disprezzo per la sua diversità - i suoi accompagnatori gli tagliano la lingua e lo riducono a un orribile animale da circo, che esibiscono in giro per i villaggi.

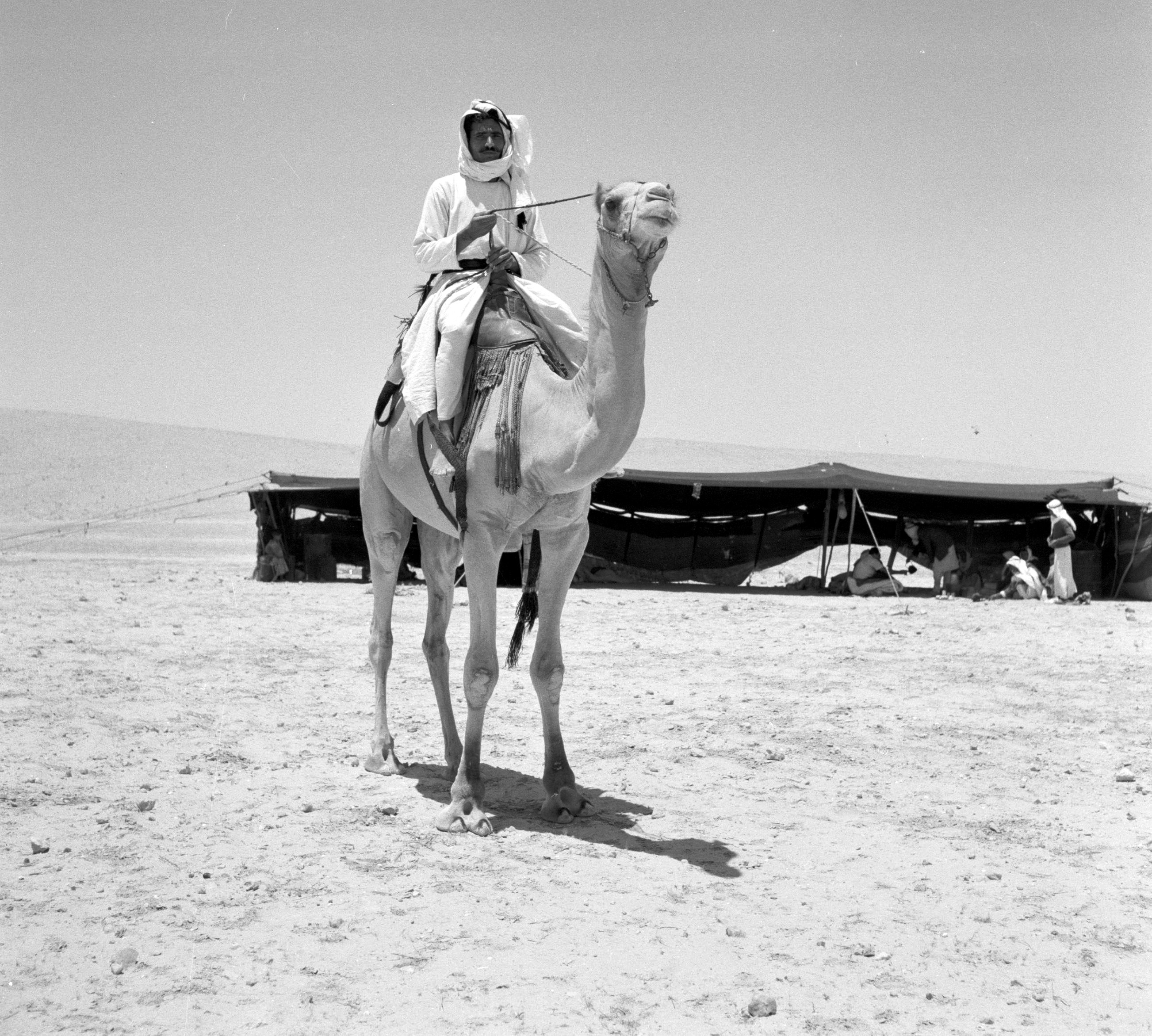
Accampamenti berberi nel deserto

## La crudeltà dei semplici
Nella narrativa di Bowles, l'individuo isolato, in genere il pellegrino occidentale, si confronta con un destino violento, in cui diviene preda delle forze primitive che vengono suscitate dalla sua Odissea. Queste forze possono essere interne, le aree represse della sua psiche, o esterne: popoli o paesaggi alieni e ostili. L'individuo fuori della sua comunità, visto dalla prospettiva più ampia della storia letteraria, costituisce un problema che è perennemente nella penna dello scrittore statunitense. Lui stesso un espatriato che per molti anni ha vissuto lontano dalla sua terra. Vale per "La delicata preda" ma anche per "Il te nel deserto" (1949) in cui Kit, fiduciosa e incuriosita, finisce vittima del suo amante e delle sue mogli. "Per le destre, l'Islam rappresenta la barbarie. Per le sinistre, teocrazia medievale. Per il centro, una sorta di esotismo sgradevole. In tutti i campi, tuttavia, si è d'accordo sul fatto che, anche se conosciamo poco il mondo islamico, comunque non c'è molto di interessante da scoprire". La comunità degli espatriati occidentali che si muoveva tra Tangeri e Casablanca - come Truman Capote, Tennessee Williams, Gore Vidal, Brion Gysin e molti protagonisti della Beat Generation come Allen Ginsberg, William S. Burroughs, Gregory Corso, Jack Kerouac, Peter Orlovsky, di cui Bowles e la moglie diventano punti di riferimento - non aveva una visione profonda dei valori dell'islam. Preferivano circondarsi dei più condiscendenti e disponibili giovani uomini, con cui condividere costosi piaceri mondani, piuttosto che frequentare Imam e moschee. La caratteristica più saliente nella visione dell'Islam di Paul Bowles è la sua tendenza a soffermarsi su ciò che egli percepisce come la violenta, crudele natura dell'ambiente arabo del Nord Africa. Anche se indubbiamente il Marocco dei romanzi di Bowles era una terra piagata da frequenti atti di violenza - generati perlopiù da ignoranza e povertà eccessive - non è infrequente l'uso che Bowles fa di caratteri di sempliciotti, che giustificano le proprie azioni insensate o financo criminali, con motivazioni riferite alla fede e alle credenze religiose locali.
"Se era veramente convinto di voler spiegare il mondo arabo agli occidentali, come il personaggio di Stenham nel suo romanzo "La Casa del ragno", in cui afferma che i musulmani "incarnano il mistero dell'uomo in pace con se stesso," in sedici anni di permanenza in quel mondo, avrebbe potuto creare una visione più positiva e duratura dell'essenza dell'Islam".

## Edizioni
- Paul Bowles, La delicata preda, traduzione di Mario Biondi, Gli elefanti, Garzanti, 1996,  p. 550, ISBN 978-88-11-66747-6.